# كاتدرائية ليما

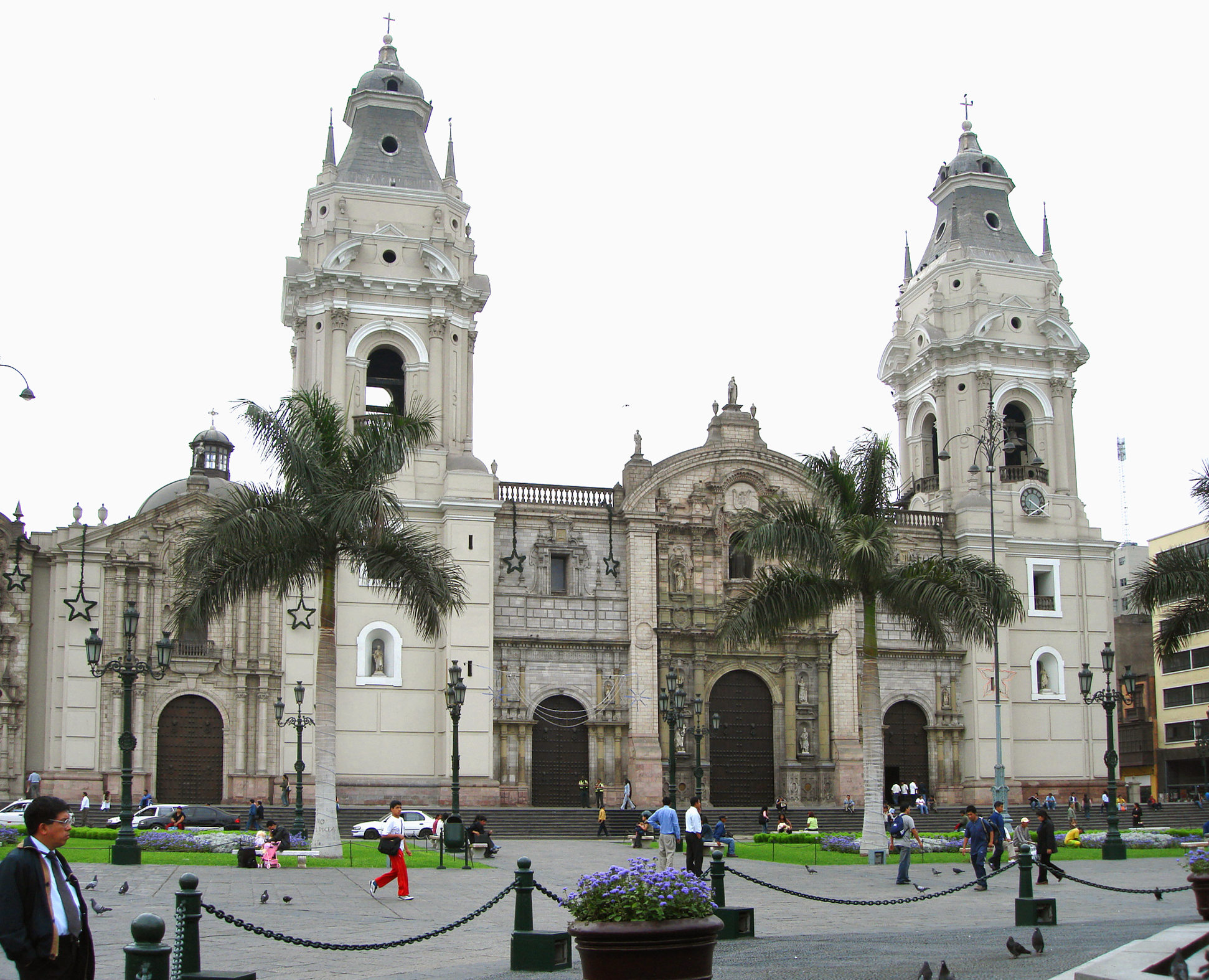
الكاتدرائية كما ترى من ساحة بلازا مايور

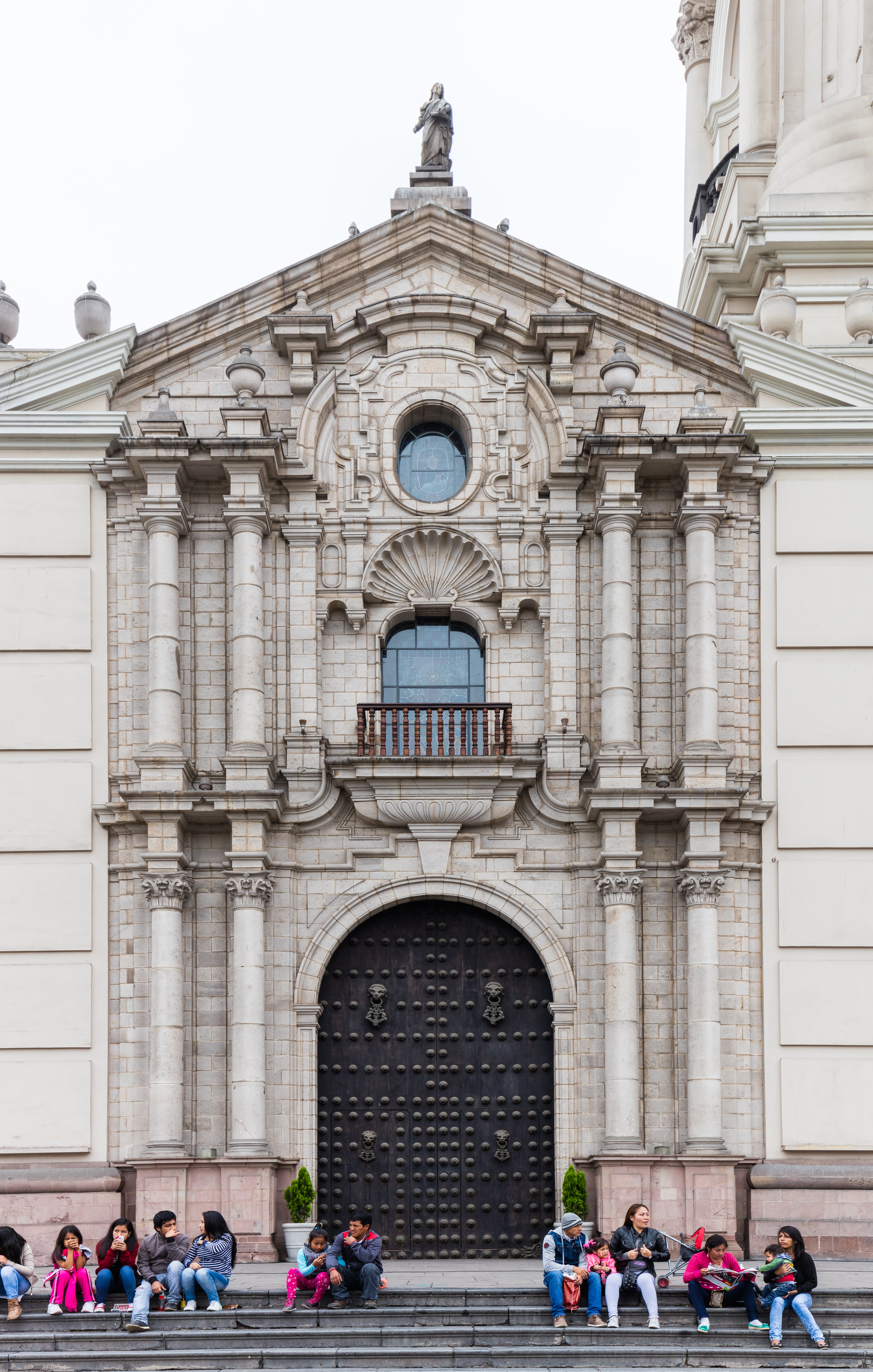

كاتدرائية ليما هي كاتدرائية رومانيّة كاثوليكية الموجود في ساحة بلازا مايور وسط مدينة ليما عاصمة بيرو. بدأ بناؤها في العام 1535، وأثناء البناء شهدت العديد من عمليات إعادة البناء والتحول منذ ذلك الحين، ومع ذلك لا تزال تحتفظ بواجهة الإستعمارية.

## وصف
مثل غالبية الكاتدرائيات، الواجهة الأمامية لها ثلاثة أبواب كبيرة. ويطلق على البوابة الرئيسية أو المركزية دل برتادا بيردون أو الباب «الغفران». فوق المدخل، بدلا من شعار ليما، وختم في بيرو، وعبارة «بلاس الترا».
هناك أيضا ما لا يقل عن 14 الأبواب جانبية، واحدة منها ليفتح على جوديوس دي كالي (شارع اليهود) وآخر إلى نارانج دي لوس الباحة (ساحة من البرتقال، متصلا بالكاتدرائية). في العمق هناك 2 من المداخل: سانتا أبولونيا وسان كريستوبال. تعيين على الواجهة الأمامية تماثيل الرسل وفي الوسط، وقلب يسوع الأقدس. المجاورة للكاتدرائية ودل باروكيا ساغراريو (واحدة من أقدم ما في ليما)، وقصر رئيس الأساقفة.

## أعلام
- خوان جيفارا